# Paragwaj na Letnich Igrzyskach Olimpijskich 1988
Paragwaj na Letnich Igrzyskach Olimpijskich 1988 reprezentowało 10 zawodników. Był to 5. start reprezentacji Paragwaju na letnich igrzyskach olimpijskich.

## Skład kadry

### Judo
Mężczyźni
- Vicente Céspedes – waga półlekka – 14. miejsce

### Boks
Mężczyźni
- Sixto Vera – waga musza – 33. miejsce
- Miguel González – waga lekkopółśrednia – 17. miejsce

### Lekkoatletyka
Mężczyźni
- Porfirio Méndez – 800 metrów – odpadł w eliminacjach
- Ramón López

1500 metrów – odpadł w eliminacjach
3000 metrów z przeszkodami – odpadł w półfinałach
- Ramón Jiménez-Gaona – rzut dyskiem – 24. miejsce

### Szermierka
Mężczyźni
- Pedro Cornet – floret – 66. miejsce
- Alfredo Bogarín – szabla – 79. miejsce

### Tenis ziemny
Mężczyźni
- Víctor Caballero – gra pojedyncza – 33. miejsce
- Hugo Chapacú – gra pojedyncza – 33. miejsce
- Hugo Chapacú, Víctor Caballero – gra podwójna – 17. miejsce